# Thuyết nghìn năm

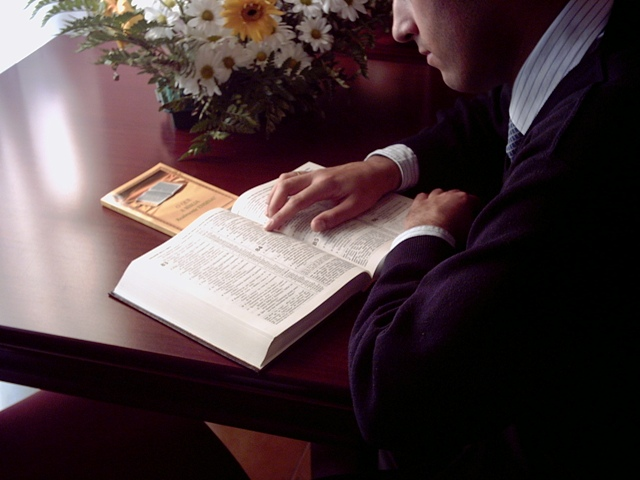
Một nhân chứng Thuyết nghìn năm

Thuyết nghìn năm (tiếng Anh: Millenarianism hay Millenarism gồm từ Millenarius nghĩa là nghìn năm và hậu tố -ism nghĩa là chủ nghĩa/học thuyết) là niềm tin của những nhóm tôn giáo, nhóm xã hội, hoặc đảng chính trị hay các phong trào xã hội vào một sự thay đổi xã hội căn bản sắp tới sẽ xảy ra và rồi sau đó "tất cả mọi thứ sẽ được thay đổi". Thuyết nghìn năm tồn tại trong nhiều nền văn hóa và tôn giáo khác nhau trên toàn thế giới, với nhiều cách giải thích khác nhau về những gì tạo nên sự đổi thay. Những phong trào này tin vào những thay đổi căn bản đối với xã hội sau một trận đại hồng thủy hoặc một sự kiện biến đổi lớn. Các phong trào theo thuyết nghìn năm có thể mang tính chất thế tục (không tán thành một tôn giáo cụ thể) hoặc mang tính chất tôn giáo và do đó không nhất thiết phải liên hệ với các phong trào chủ nghĩa thiên niên kỷ trong Cơ đốc giáo.

## Luận thuyết
Nhiều nhóm người, nếu không phải là hầu hết các nhóm người thuộc thế hệ Nghìn năm đều cho rằng xã hội hiện tại và những người cai trị của nó là hiện thân của sự tham nhũng, bất công hoặc sai trái và rồi họ sẽ sớm một thế lực hùng mạnh hủy diệt. Bản chất có hại của hiện trạng này được coi là khó khắc phục nếu không có sự thay đổi mạnh mẽ đã được dự đoán trước. Henri Desroche quan sát thấy rằng các phong trào theo Thuyết ngàn năm thường hình dung ra ba thời kỳ trong đó sự thay đổi có thể xảy ra. Thứ nhất, các thành viên được chọn của phong trào sẽ ngày càng bị áp bức, dẫn đến thời kỳ thứ hai của phong trào chống lại sự áp bức. Thời kỳ thứ ba mở ra một thời đại không tưởng mới, giải phóng các thành viên của phong trào.
Trong thế giới hiện đại, các quy tắc kinh tế, sự vô đạo đức hoặc những âm mưu thâm hiểm được coi là tạo ra điều áp bức. Chỉ những sự kiện kịch tính mới được coi là có thể thay đổi thế giới và sự thay đổi đó được dự đoán sẽ được thực hiện hoặc tồn tại từ một nhóm người sùng đạo và tận tâm. Trong hầu hết các kịch bản của Thuyết nghìn năm, thảm họa hoặc trận chiến thảm họa sắp xảy ra sẽ kéo theo một thế giới mới với sự thanh khiết trong đó những người tin tưởng sẽ được khen ngợi tưởng thưởng. Trong khi nhiều nhóm thuộc thế hệ Thiên niên kỷ là người theo chủ nghĩa hòa bình, niềm tin của thế hệ Thiên niên kỷ được cho là nguyên nhân khiến mọi người bỏ qua các quy tắc ứng xử thông thường, điều này có thể dẫn đến bạo lực hướng vào bên trong nội bộ (chẳng hạn như tự sát hàng loạt ở Jonestown) hoặc hướng ra bên ngoài cộng đồng (chẳng hạn như các hành vi khủng bố của giáo phái Aum Shinrikyo). Thuyết này đôi khi bao gồm niềm tin vào sức mạnh siêu nhiên hoặc chiến thắng đã được định trước. 
Trong một số trường hợp, những người thuộc thế hệ Nghìn năm rút lui khỏi xã hội để chờ đợi sự can thiệp của Chúa Điều này còn được gọi là chối bỏ thế giới (World-rejection). Các hệ tư tưởng theo Thuyết nghìn năm hoặc tôn giáo dị giáo phái đôi khi xuất hiện ở các dân tộc bị áp bức, với các ví dụ như phong trào Vũ điệu ma thế kỷ XIX của người bản địa ở Châu Mỹ và những tín nhân Mặc Môn giáo thời kỳ đầu và tà giáo hàng hóa thế kỷ XIX và XX trong số người dân đảo Thái Bình Dương bị cô lập. Giáo lý của Giáo hội Công giáo bác bỏ mọi hình thức của chủ nghĩa thiên niên kỷ và các biến thể của nó: "Sự lừa dối của những kẻ chống Chúa đã bắt đầu hình thành trên thế giới mỗi khi tuyên bố được đưa ra để nhận ra trong lịch sử rằng niềm hy vọng về đấng cứu thế chỉ có thể được hiện thực hóa ngoài lịch sử thông qua sự phán xét chung. Giáo hội đã bác bỏ ngay cả những hình thức sửa đổi của việc giả mạo vương quốc này để mang danh nghĩa Thuyết nghìn năm, đặc biệt là hình thức chính trị nghịch đảo về bản chất của chủ nghĩa thiên sai thế tục (secular messianism)".